# Spökyxne
Spökyxne (Aceras anthropophorum, även Orchis anthropophora) är en orkidé som förekommer i norra Afrika, södra Europa och västra Asien. Den listas vanligen i ett eget släkte.

## Etymologi
Det vetenskapliga namnet för släktet, Aceras, är sammansatt av det grekiska prefix α- a- = "utan" och av ordet κέρας keras = horn. Artepitet anthropophorum består av de grekiska orden άνθρωπος anthropos = "människa, man" och φερείν pherein = "bära".
Den första delen syftar på ett kännetecknande kronblad hos orkidéer (Labellum) som saknar sporre. Den andra delen syftar på hela blomman som i viss mån påminner om en människa.

## Utseende

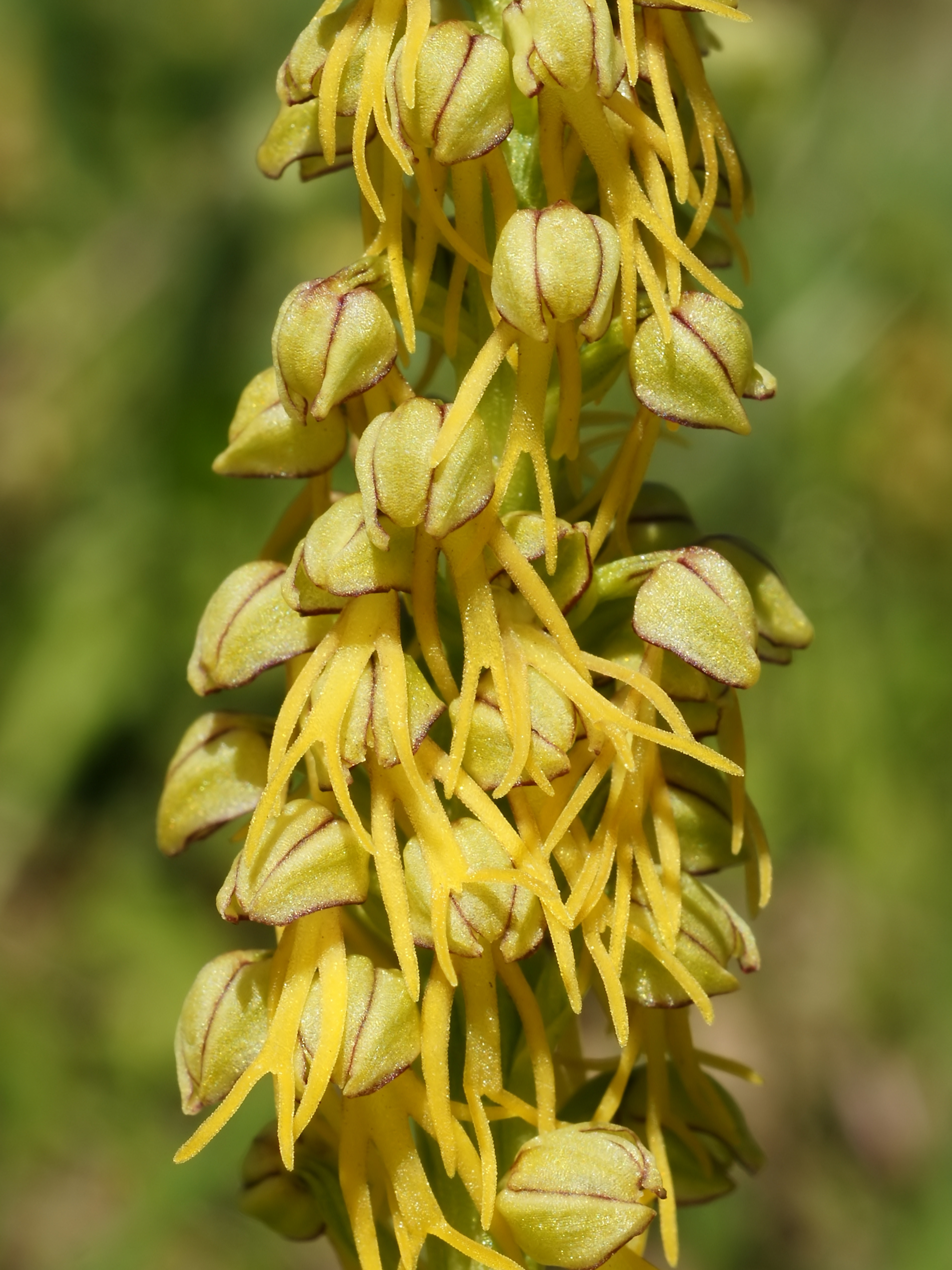
Närbild på blomställningen.

Spökyxne är en flerårig växt som övervintrar med hjälp av en rotfrukt och som vanligen blir 20 till 40 cm hög. De första bladen bildas redan före vintern. Antalet löv är med fyra till nio jämförelsevis stort för en orkidé. Bladen sitter vid undre delen av stjälken som en rosett och är långdragna.
Den höga blomställningen bär upp till 100 blommor. Varje blomma är cirka 12 till 15 mm lång. Spökyxne blommar vanligen mellan början av maj och slutet av juni. Arten är en av de få orkidéer från Medelhavsregionen som pollineras av små skalbaggar. Då växtens Labellum saknar sporre kommer skalbaggarna med sina korta munverktyg åt nektarn.
Artens frön saknar frövita (endosperm). Groning sker därför bara i symbios med en svamp som kan jämföras med mykorrhiza.

## Utbredning
Spökyxne förekommer huvudsakligen kring Medelhavet från norra Afrika och Spanien norrut till södra England och Centraleuropa samt österut till Libanon. Den saknas i Centraleuropas högalpina områden.
Arten hittas oftast på soliga kullar på näringsfattiga ängar men den förekommer även i öppna skogar eller buskmarker. Den lever nästan uteslutande på mark med större andel av kalciumkarbonat.